# Dop de plută

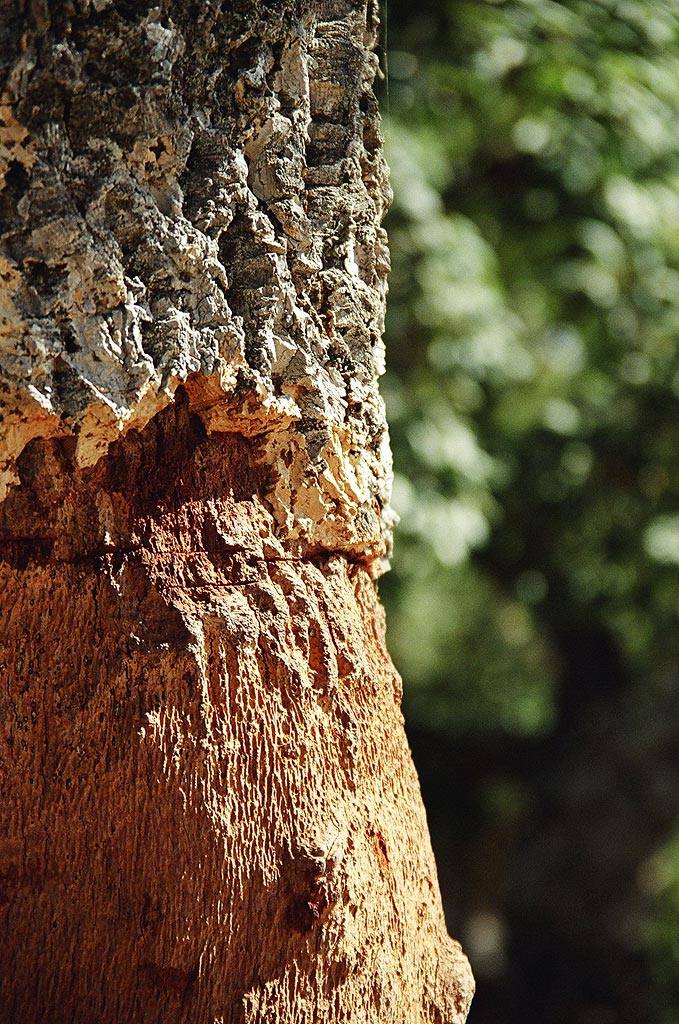
Scoarța stejarului de plută din care se fabrică dopurile

Dopul de plută este o piesă etanșantă cilindrică sau ușor conică, care servește la astuparea sticlelor de vin (sect), și se obține din coajă recoltată din stejarul de plută (Quercus suber) și prelucrată industrial. Dopul de plută era folosit des în antichitate, fiind cunoscută producția lor din coaja arborilor de plută ce creșteau în Imperiul Roman, în Spania.
Pluta este un produs rău conducător de căldură și electricitate, impermeabil pentru apă și gaze, comprimabil, elastic și mai ușor decât apa, provenit din țesutul protector secundar al stejarului de plută (Quercus suber). Spre deosebire de ceilalți stejari, la arborii de Quercus suber, stratul de suber (coaja) se formează rapid și ajunge la o grosime mare (30-50 mm), iar după prima recoltare a lui, arborii de plută au capacitatea de a forma, în timp de 10-15 ani, un nou strat de suber (coajă secundară). Pluta de calitate foarte bună este cea de la a patra până la a șaptea recoltare, adică atunci când vârsta arborelui este cuprinsă între 60 și 100 ani. Aria de răspândire a stejarului de plută este foarte restrânsă, fiind situată în Europa de sud-vest și Africa de nord-vest, adică într-un climat oceanic și mediteranean, unde temperatura nu coboară niciodată sub -5° C.

## Producția de plută în principalele țări producătoare
Un stejar produce 30-60 kg de plută materie primă la fiecare 10 ani, din care se pot fabrica între 1.300 și 2.300 de dopuri.
| Statul           | Suprafața (mii ha) | Producția (mii tone) | Din producția pe glob (250 000 t) |
| Portugalia       | 670                | 175.0                | 51%,                              |
| Spania           | 480                | 89.3                 | 23%,                              |
| Algeria          | 410                | 19.1                 | 11%,                              |
| Maroc            | 340                | 12.8                 | 4%                                |
| Franța (Corsica) | 100                | 3.2                  | 4%                                |
| Italia           | 100                | 9.6                  | 4%                                |
| Tunisia          | 100                | 9.6                  | 3%                                |

## Recoltare, depozitare

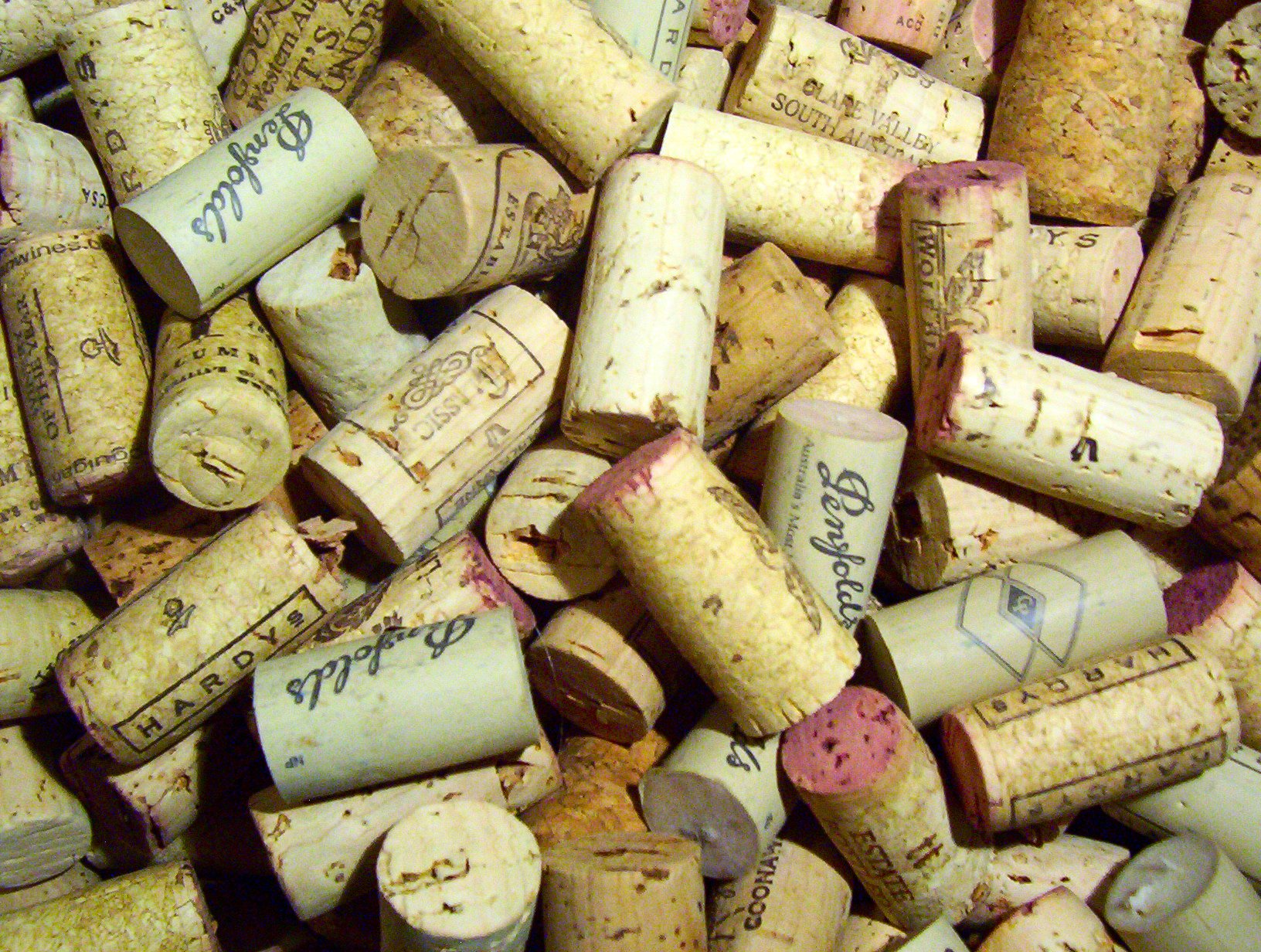
Dopuri de plută

Recoltarea plutei se face manual în lunile de vară, când se desprinde ușor. La recoltare, pluta se desprinde sub formă de plăci. Acestea se stivuiesc și se lasă afară un timp variabil, care poate să ajungă până la unu sau doi ani. În acest interval calitatea plutei se îmbunătățește, datorită, pe de o parte, fenomenelor de oxidare care au loc în masa plutei și, pe de altă parte, pierderii unei părți importante din taninuri și din sărurile minerale, prin spălare de către precipitațiile atmosferice. Înainte de a se trece la prelucrarea propriu-zisă, se face o așa numita fierbere, când plăcile de plută sunt introduse timp de 45-60 minute în apă fierbinte. Scopul acestei operații tehnologice este de a curăța pluta și de a o debarasa de toți paraziții pe care i-ar putea conține, de a elimina o parte din substanțele hidrosolubile, în special sărurile minerale și taninurile, de a se obține o gonflare a volumului de aproximativ 7-20 % care, să asigure grosimea minimă necesară pentru operațiunea ulterioară de decupare a dopurilor și în fine, de a imprima dopurilor un grad mai mare de suplețe. Urmează apoi o spălare cu apă curată. In urma acestor tratamente umiditatea plăcilor de plută ajunge la 20 %. Pentru a fi corect prelucrate, ele se lasă la aer încă 15 zile, până când umiditatea scade la 10-12 %. La fabricarea dopurilor, plăcile se taie fâșii, de lățime egală cu înălțimea viitorului dop, iar din aceste fâșii se decupează individual fiecare dop.